# Wings of freedom
Wings of freedom is een studioalbum van de Duitse muziekgroep Lake. Deze band was in de jaren zeventig en tachtig populair, maar in de 21e eeuw lijdt ze een wisselend bestaan onder leiding van Alex Conti. Het album werd opgenomen in de periode 2011 tot en met 2013 en laat het geluid van Lake uit die jaren zeventig en tachtig horen. In de periode van het vorige studioalbum The blast of silence tot dit album zijn meerdere musici aangeschoven en weer vertrokken. De band verzorgde een aantal optredens, waarvan op Wings of freedom - Live muzikaal verslag werd gedaan; het album verscheen in gelimiteerde oplage.

## Musici
- Ian Cussick – zang (was de oorspronkelijke zanger van Lake)
- Alex Conti – gitaar, achtergrondzang
- Jens Skwirblies – toetsinstrumenten (speelde onder andere met Bobby Kimball)
- Mickie Stickdorn – drumstel (drummer bij onder meer Falco, Bonnie Tyler, Paul Carrack en Mike Batt)
- Holger Tull – basgitaar

Met
- James/Jim Hopkins-Harrison zang op track 5 (laatste opname van deze in 1991 overleden zanger, destijds opvolger van Cussick)
- Eddie Filipp – drumstel op track 3, 4, 8 en 9 en percussie op alle andere tracks

## Muziek
| Nr. | Titel                                                       | Duur |
| --- | ----------------------------------------------------------- | ---- |
| 1.  | Passionate eyes (Alex Conti, Ron Randolf)                   | 4:16 |
| 2.  | Silvia (Jens Skwirblies, Ian Cussick)                       | 5:48 |
| 3.  | Die just a little (Paolo Mendonca)                          | 3:18 |
| 4.  | Stone crazy (Jens Skwirblies, Ian Cussick)                  | 4:02 |
| 5.  | Nightbirds (Andreas Becker, Hein Altenboxer)                | 4:18 |
| 6.  | Ted Nugent and the gunner’s blues (Alex Conti, Ron Randolf) | 5:01 |
| 7.  | Gin and tonic (Paolo Mendonca)                              | 4:16 |
| 8.  | Nineteen sixties man (Alex Conti, Ron Randolf)              | 3:54 |
| 9.  | Freewheeling (Alex Conti, Ron Randolf)                      | 4:39 |
| 10. | Wings of freedom (Alex Conti, Ian Cussick)                  | 5:05 |